# Udrana
Udrana is een plaats in het district Doda van het Indiase unieterritorium Jammu en Kasjmir.

## Demografie
Volgens de volkstelling uit 2011 heeft Udrana een populatie van 3.208, waarvan 1.643 mannen en 1.565 vrouwen. Onder hen waren 421 kinderen met een leeftijd tussen de 0 en 6 jaar. De plaats had in 2011 een alfabetiseringsgraad van 82,85%. Onder mannen bedroeg dit 92,61% en onder vrouwen 72,69%.